# Der Katzensteg (film 1915)
Der Katzensteg è un film muto del 1915 diretto da Max Mack. Prima versione del romanzo Il ponte dei gatti di Hermann Sudermann, pubblicato nel 1890, il film è interpretato da Leontine Kühnberg nel ruolo di Regine, Georg Lengbach e Ludwig Trautmann. Fu l'esordio sullo schermo per Käthe Haack.

## Trama
Prussia, durante la guerra 1813-1815. Il barone von Schranden, un simpatizzante dei francesi, costringe la domestica Regine a guidare le truppe napoleoniche sul Katzensteg, portandole alle spalle dei Freikorps prussiani. Qualche tempo dopo, Boleslav, il figlio del barone, ritorna in patria dopo la morte del padre. Sul Katzensteg si combatte l'ultima battaglia contro i francesi durante la quale Regine, per proteggere Boleslav, resta uccisa.

## Produzione
Il film fu prodotto dalla Projektions-AG Union (PAGU).

## Distribuzione
Venne presentato in prima a Berlino il 27 aprile 1915.